# Anges musiciens
Pour les articles homonymes, voir Anges musiciens.

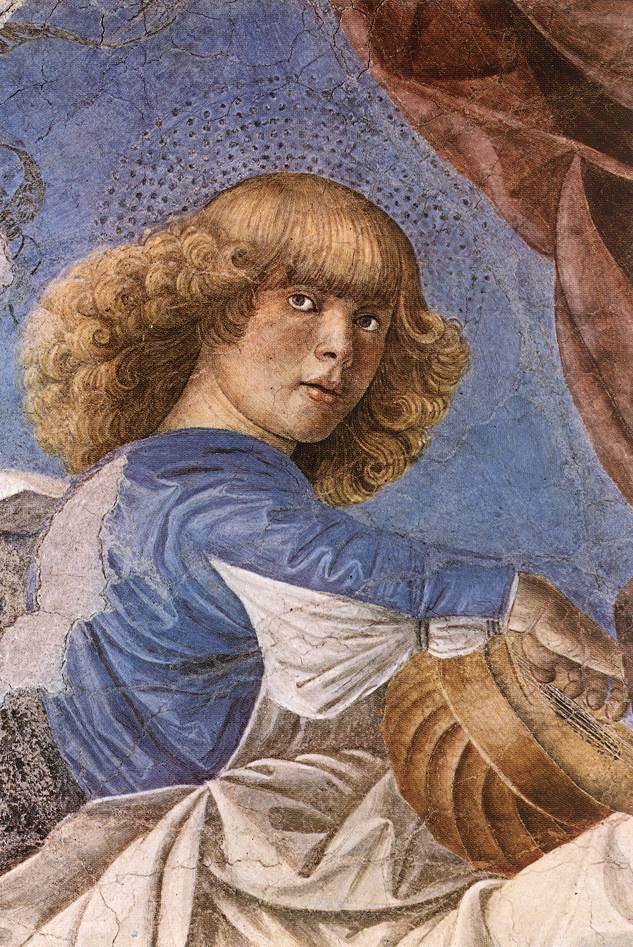
Ange avec luth

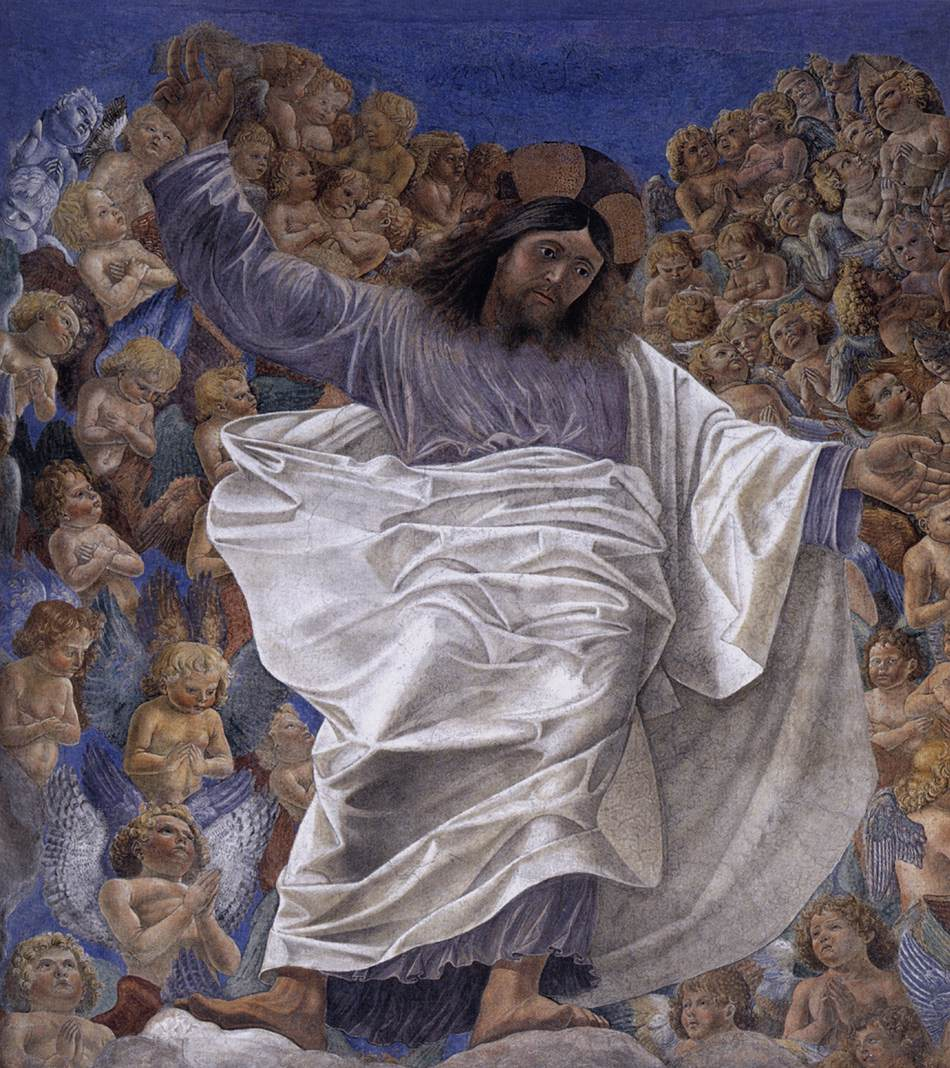
L'ascension du Christ

Les Anges musiciens sont un groupe de fresques détachées de l'artiste italien de la Renaissance Melozzo de Forlì, datant de 1472, ou, pour d'autres, de 1478-1480. Elles proviennent de la voûte de l'abside de l'église des Saints-Apôtres à Rome. Aujourd'hui, elles sont conservées, avec les têtes des apôtres, dans la Pinacothèque du Vatican, à l'exception de celle qui se trouve au Musée du Prado de Madrid et le Christ de l'Ascension, initialement au centre de la décoration, et qui est maintenant au palais du Quirinal.

## Histoire
La fresque a été exécutée lorsque Melozzo de Forlì était le pictor papalis du pape Sixte IV, après les travaux de rénovation voulus par le cardinal Giuliano della Rovere en 1475 environ.
La fresque, qui se signale par l'utilisation audacieuse et rigoureuse de la perspective, était pour l'époque très contemporaine et a eu une influence importante. Quelques années plus tard, Filippino Lippi lui rend hommage dans la chapelle Carafa, et même Michel-Ange garda à l'esprit le cycle pour son travail dans la chapelle Sixtine. La fresque est restée en place jusqu'en 1711, lors de la démolition de l'abside pour moderniser l'église. Elle a alors été détachée et sauvée, non sans en perdre de grandes portions, et divisée en seize parties.
La figure du Christ a été placée sur le grand escalier d'honneur du Palais apostolique du Quirinal, où il se trouve encore aujourd'hui, accompagnée d'une plaque comportant le commentaire en latin célébrant la primauté de Melozzo dans la perspective.

## Description et style
Le sujet de la décoration à fresque de l'Ascension du Christ donne l'effet que le Rédempteur s'extrait de la voûte. Les anges musiciens, apôtres et autres figures, entouraient le tout, dans une perspective en contre-plongée.
Les figures sont monumentales, de couleurs vives et s'intègrent harmonieusement avec l'arrière-plan. 
Les fresques de la Pinacothèque du Vatican : 
- Groupe de petits anges
- Tête d'un apôtre (numéro 1)
- Tête d'un apôtre (numéro 2)
- Tête d'un apôtre (numéro 3)
- Tête d'un apôtre (numéro 4)
- Groupe de petits anges
- Ange jouant de la viole
- Ange jouant du luth (numéro 1)
- Ange jouant du tambour et de la flûte
- Ange jouant du tambourin
- Ange jouant du triangle
- Ange jouant du luth (numéro 2)
- Ange jouant du rebec
- Ange jouant du luth (numéro 3)

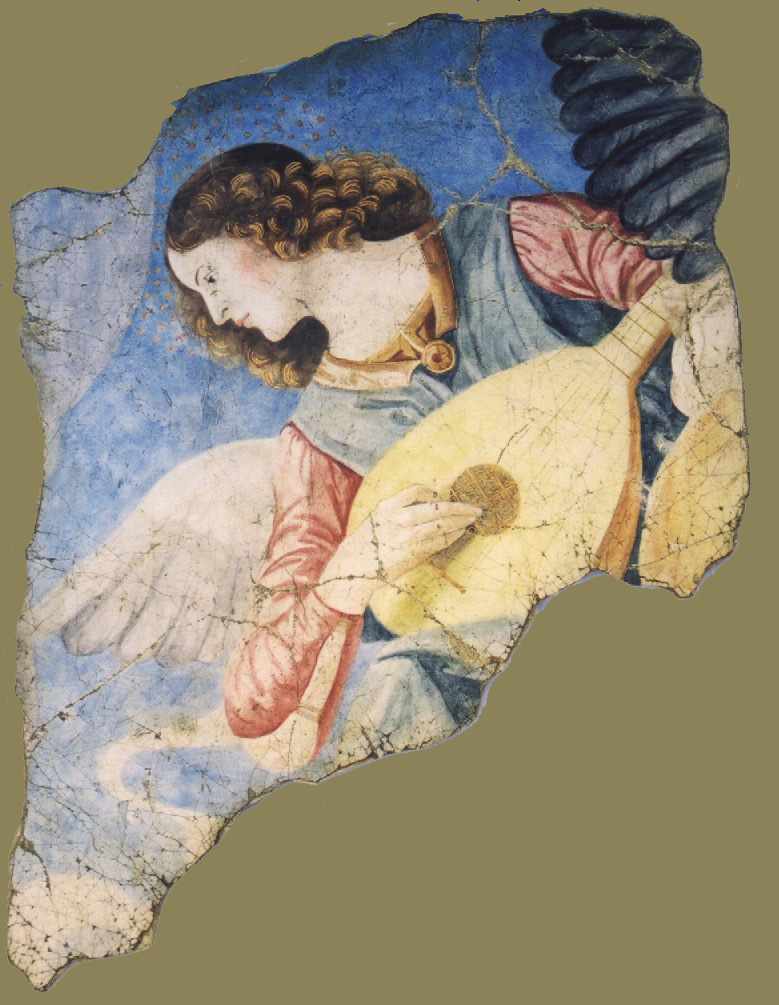
Ange avec luth
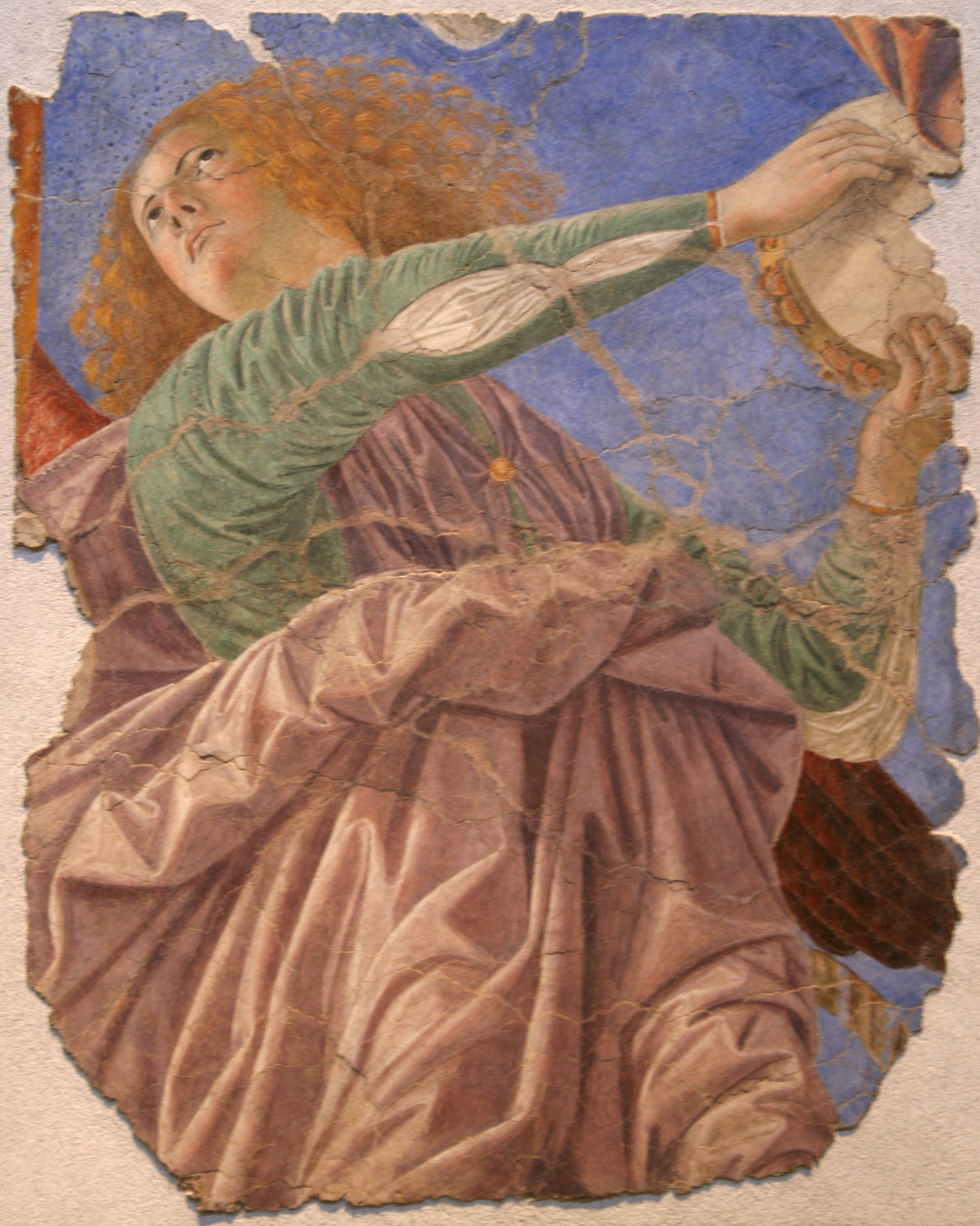
Ange avec tambour
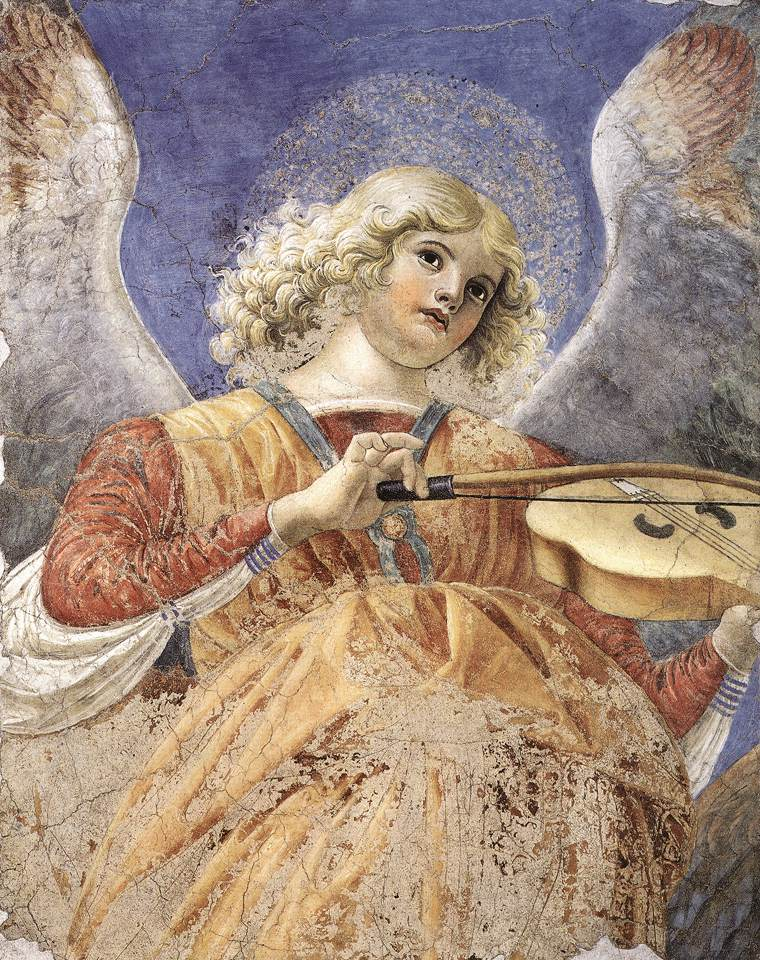
Ange avec viole
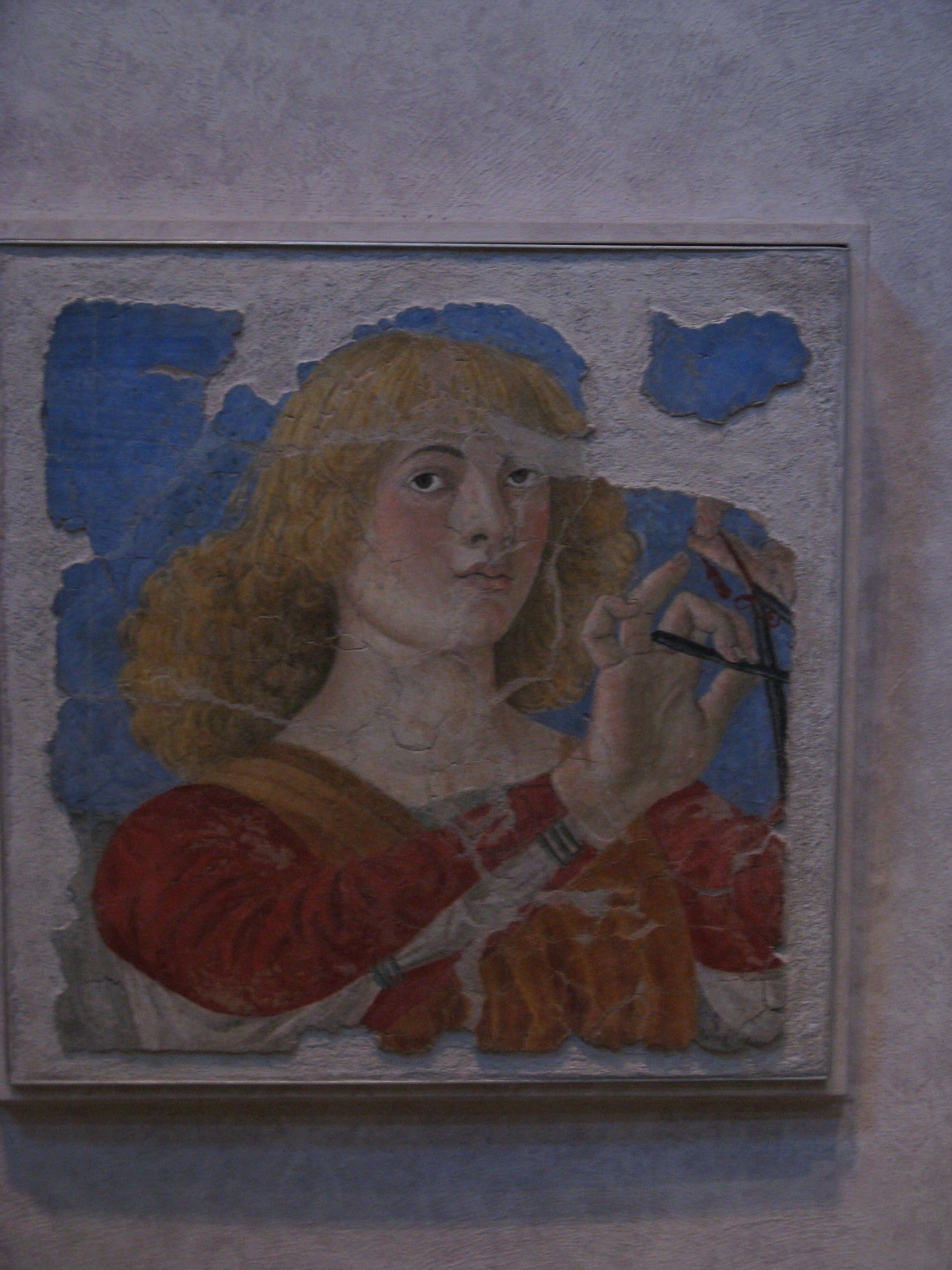
Ange avec triangle
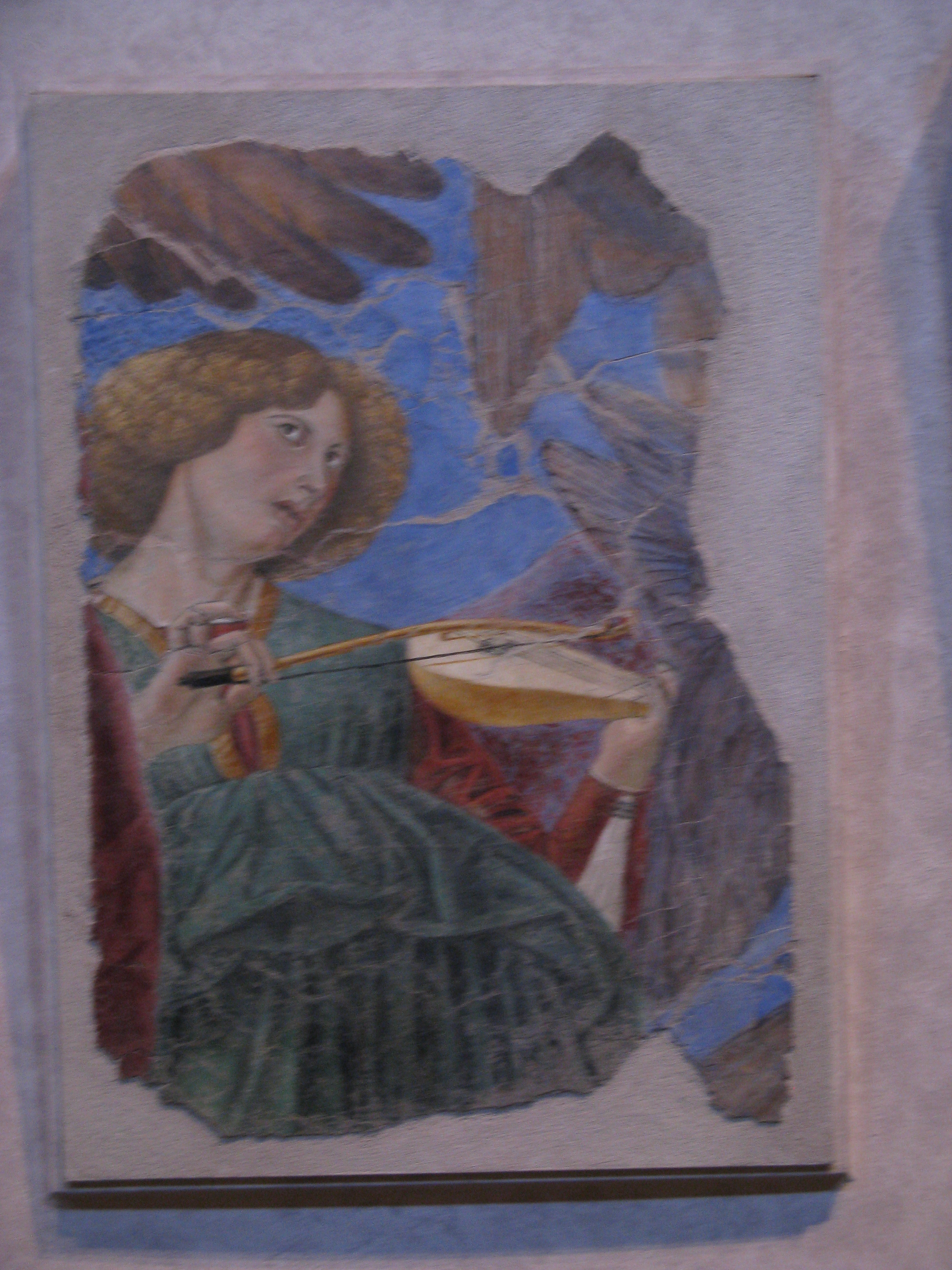
Ange avec viole
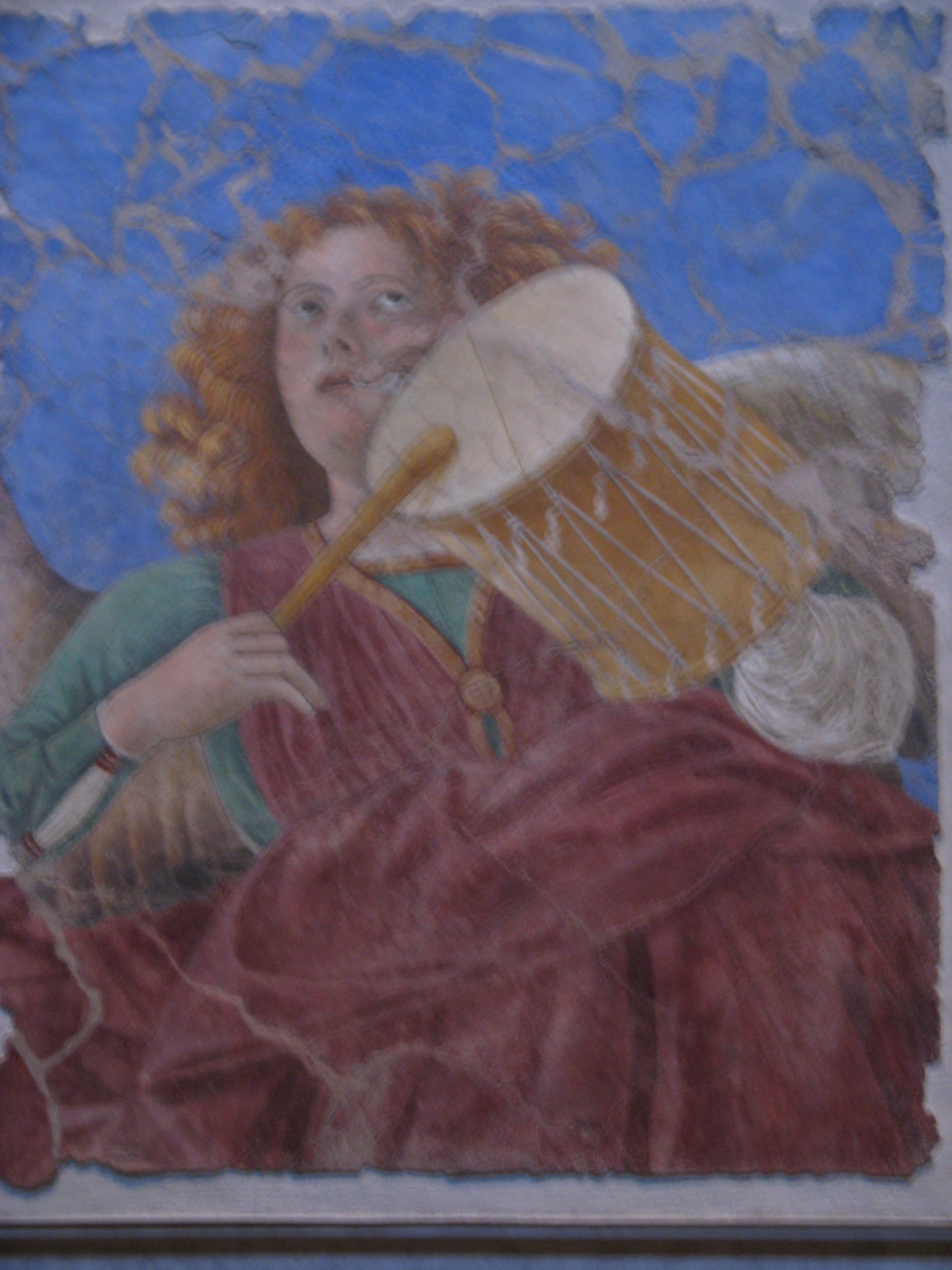
Ange avec tambour
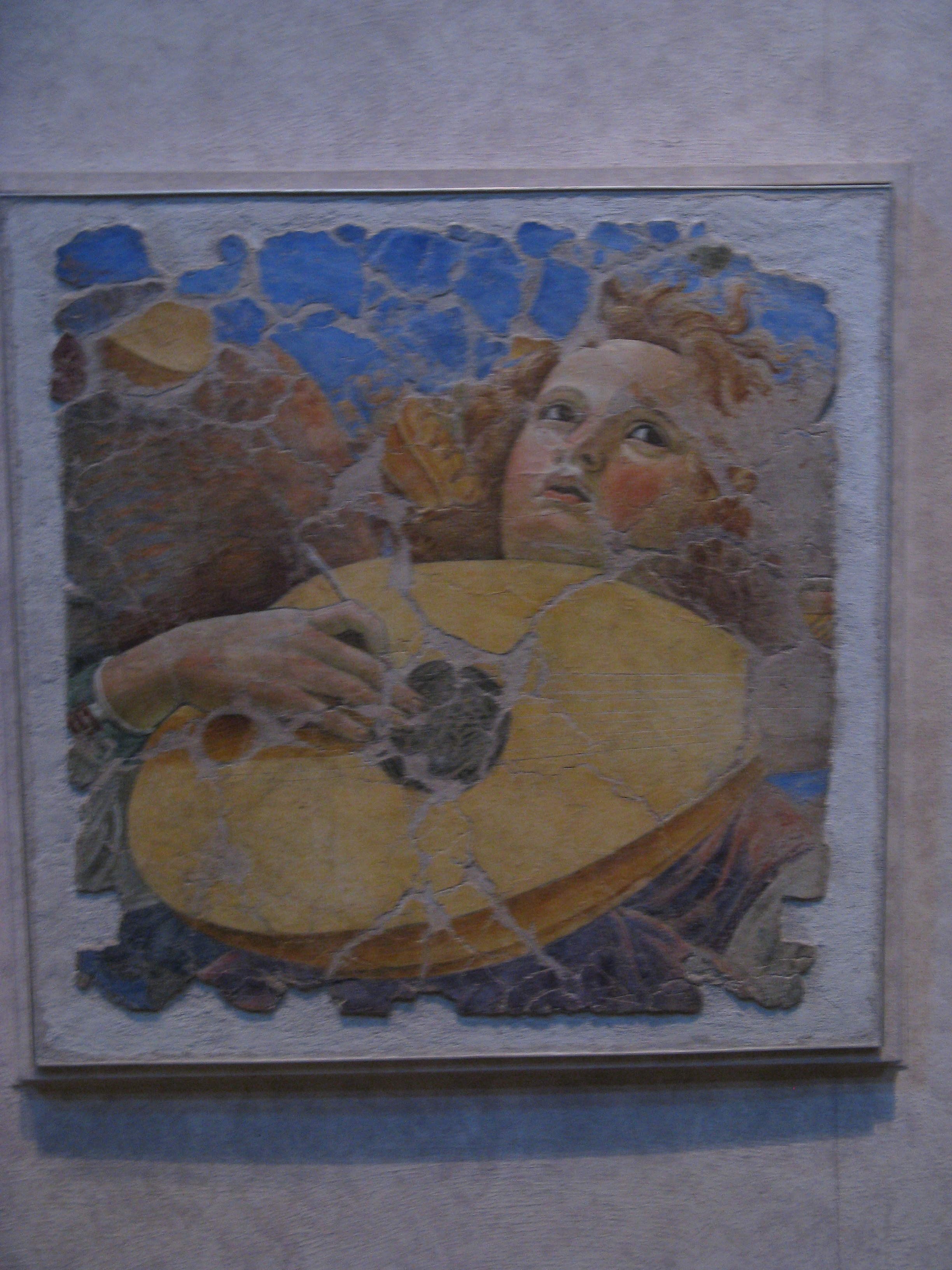
Ange avec luth
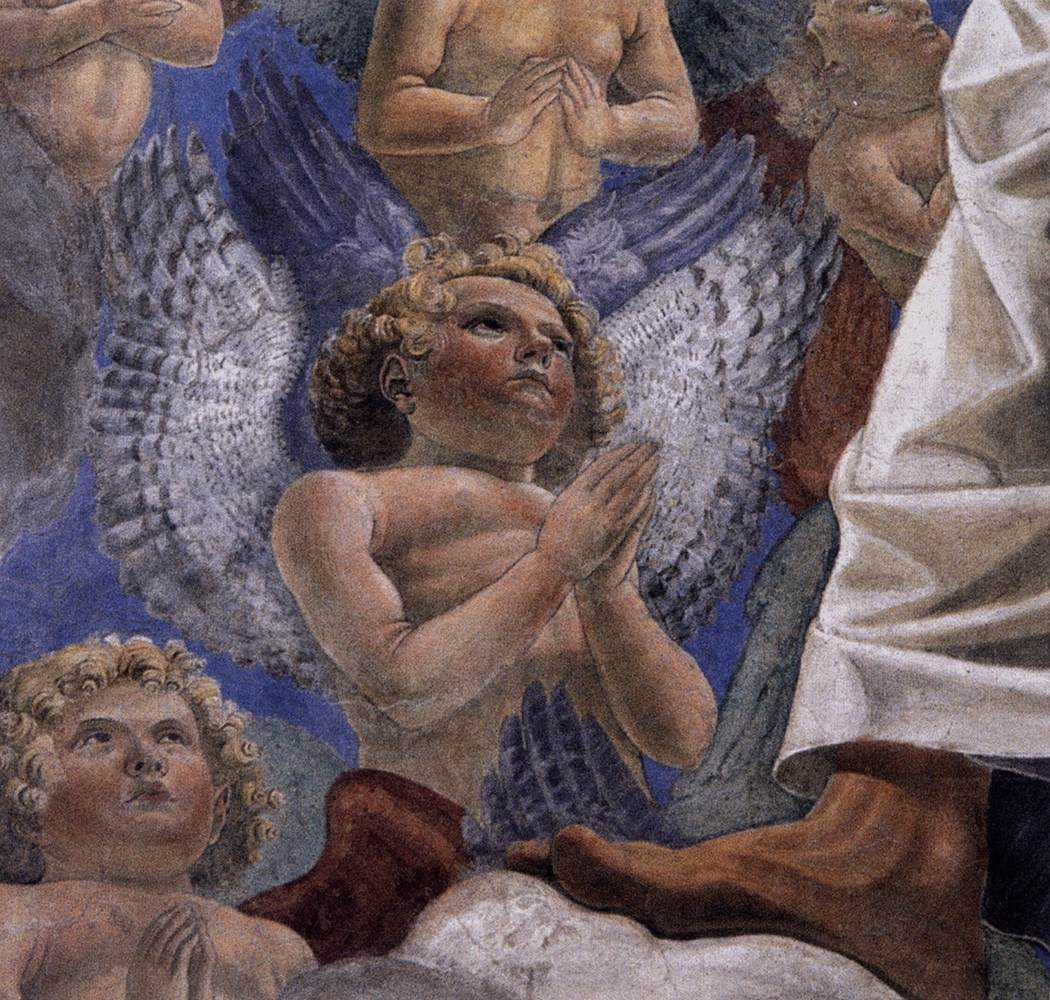
L'ascension, détail

## Postérité
L'Ange jouant du luth fait partie du musée imaginaire de l'historien français Paul Veyne, qui le décrit dans son ouvrage justement intitulé Mon musée imaginaire.